# لیندسبورگ (کانزاس)
لیندسبورگ (به انگلیسی: Lindsborg) شهری در ایالت کانزاس کشور ایالات متحده آمریکا است که جمعیت آن در سرشماری سال ۲۰۱۰ میلادی، ۳٬۴۵۸ نفر بوده‌است.

## نگارخانه

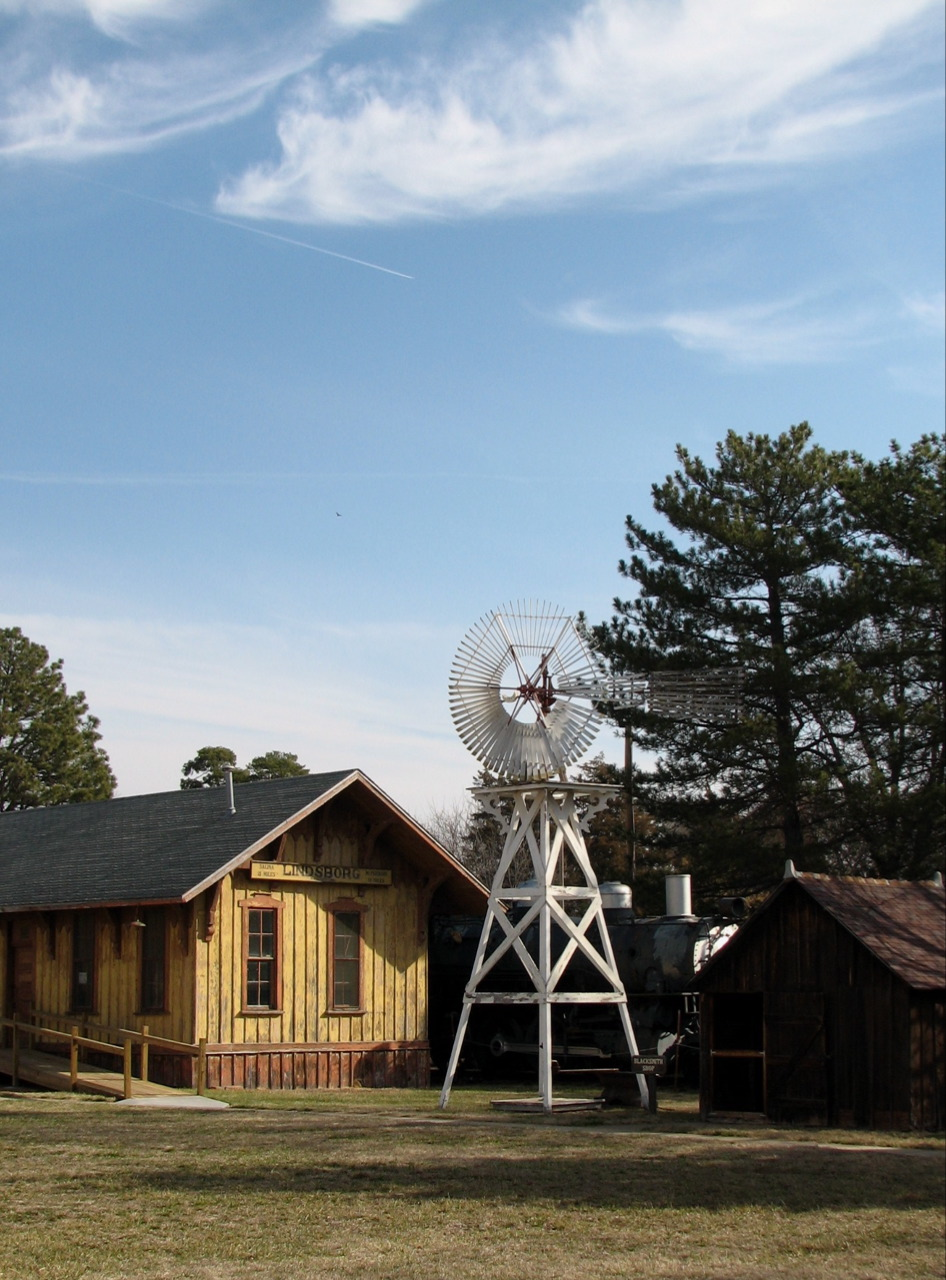
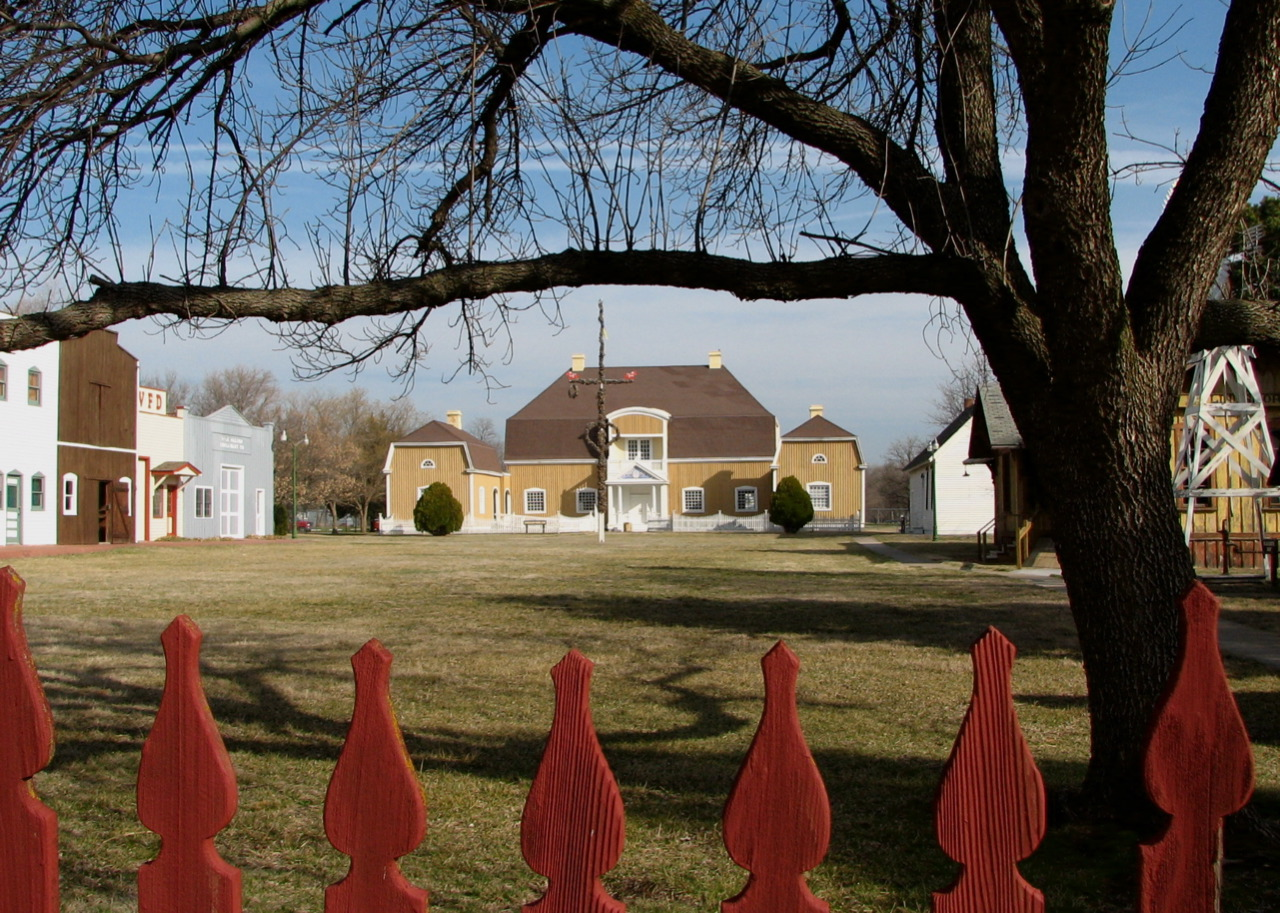
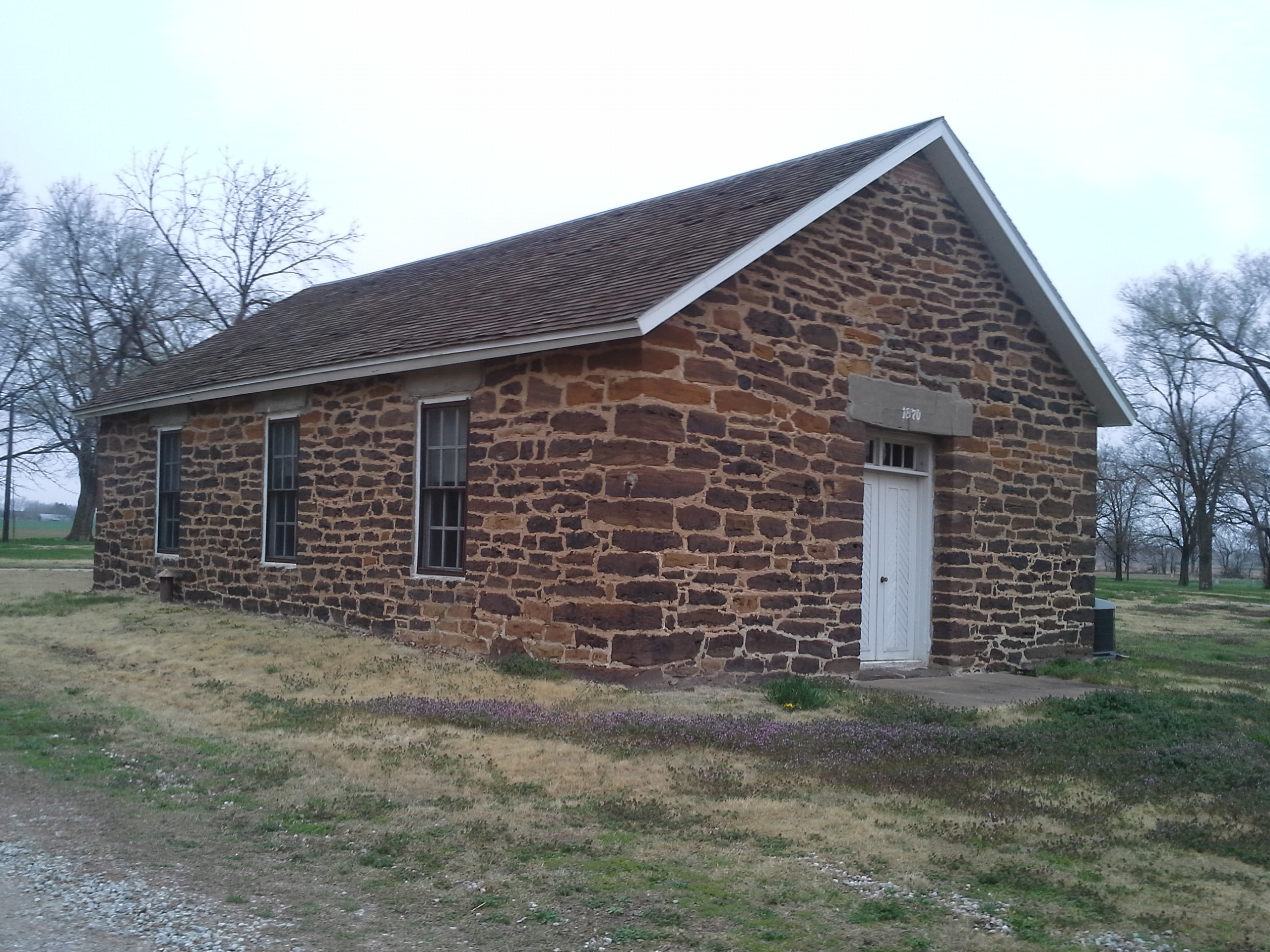
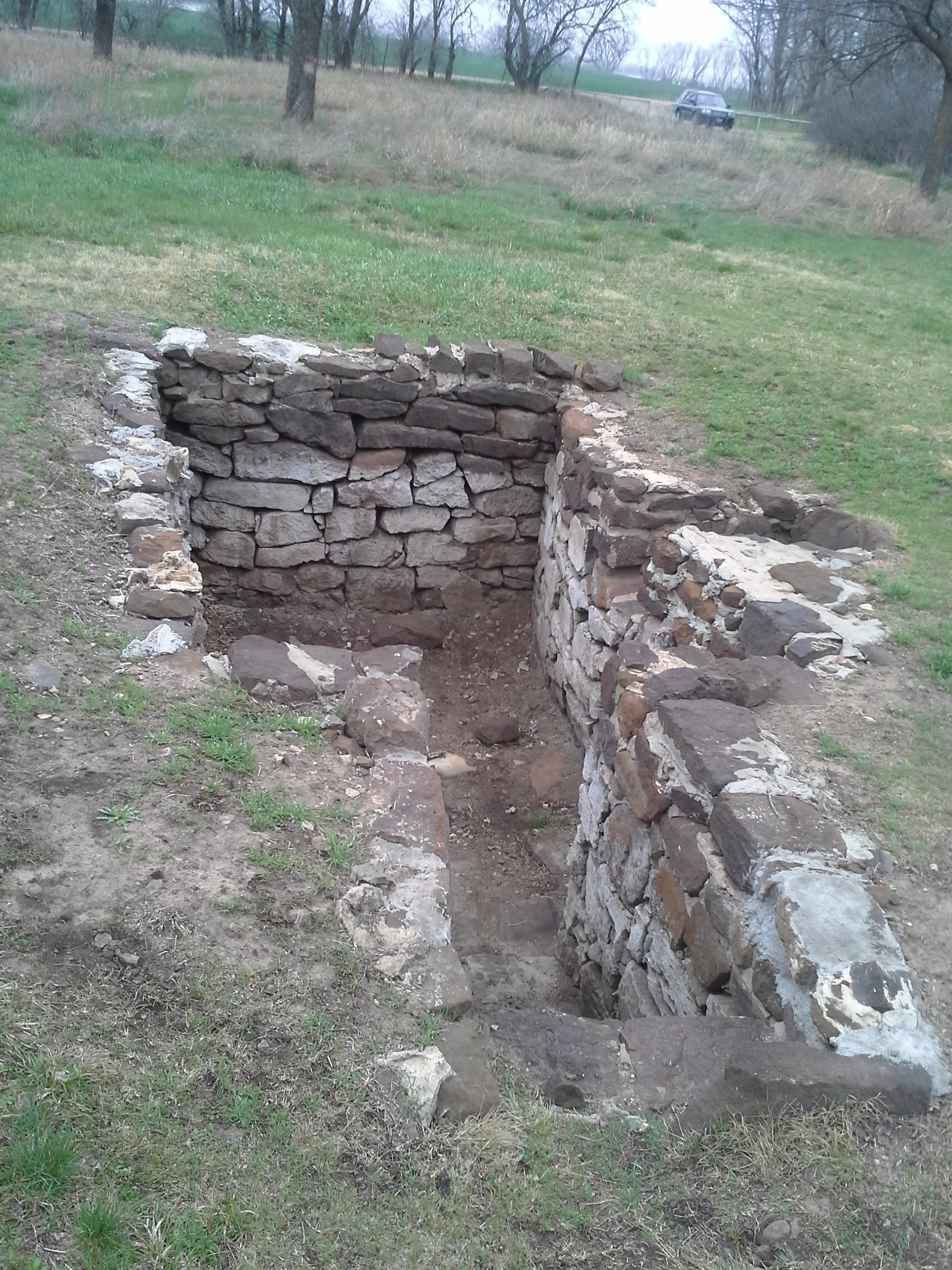